# Kandovan
Kandovan (in lingua farsi كندوان) è un antico borgo nel distretto di Sahand, Shahrestān di Osku, Azerbaigian Orientale, a nord-ovest dell'Iran. Si trova ai piedi del monte Sahand, vicino alla città di Osku. Al censimento del 2006, la popolazione del villaggio era di 601 persone divise in 168 famiglie.
Il villaggio è costituito di abitazioni rupestri artificiali ancora abitate. Queste case arcaiche, scavate all'interno di rocce vulcaniche, sono simili alle abitazioni della regione turca della Cappadocia, localmente note come Karaan. I Karaani furono scavati nella rocce di ignimbrite, chiamate anche "tufi di cenere" del monte Sahand. La forma conica delle case è il risultato dell'erosione degli strati di ignimbrite costituiti da pomice porosa, tonda e angolare insieme ad altre particelle vulcaniche. Durante l'eruzione del Sahand, i flussi piroclastici formarono le rocce di Kandovan. Attorno al villaggio lo spessore di questa formazione supera i 100 metri e nel tempo, a causa dell'erosione dell'acqua, si sono formate delle scogliere a forma di cono.

## Galleria d'immagini

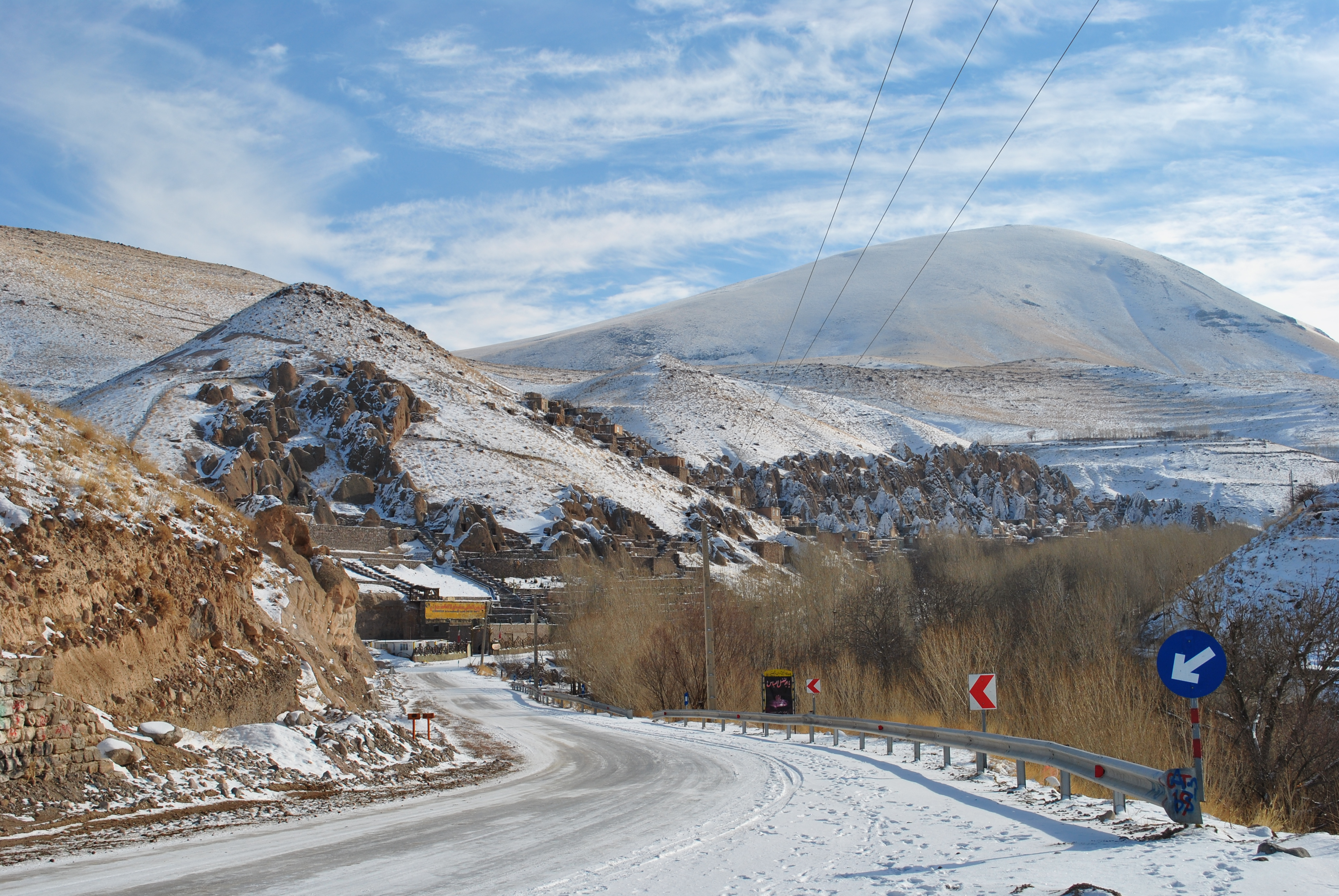
Vista panoramica di un hotel a sinistra e delle case rupestri a destra
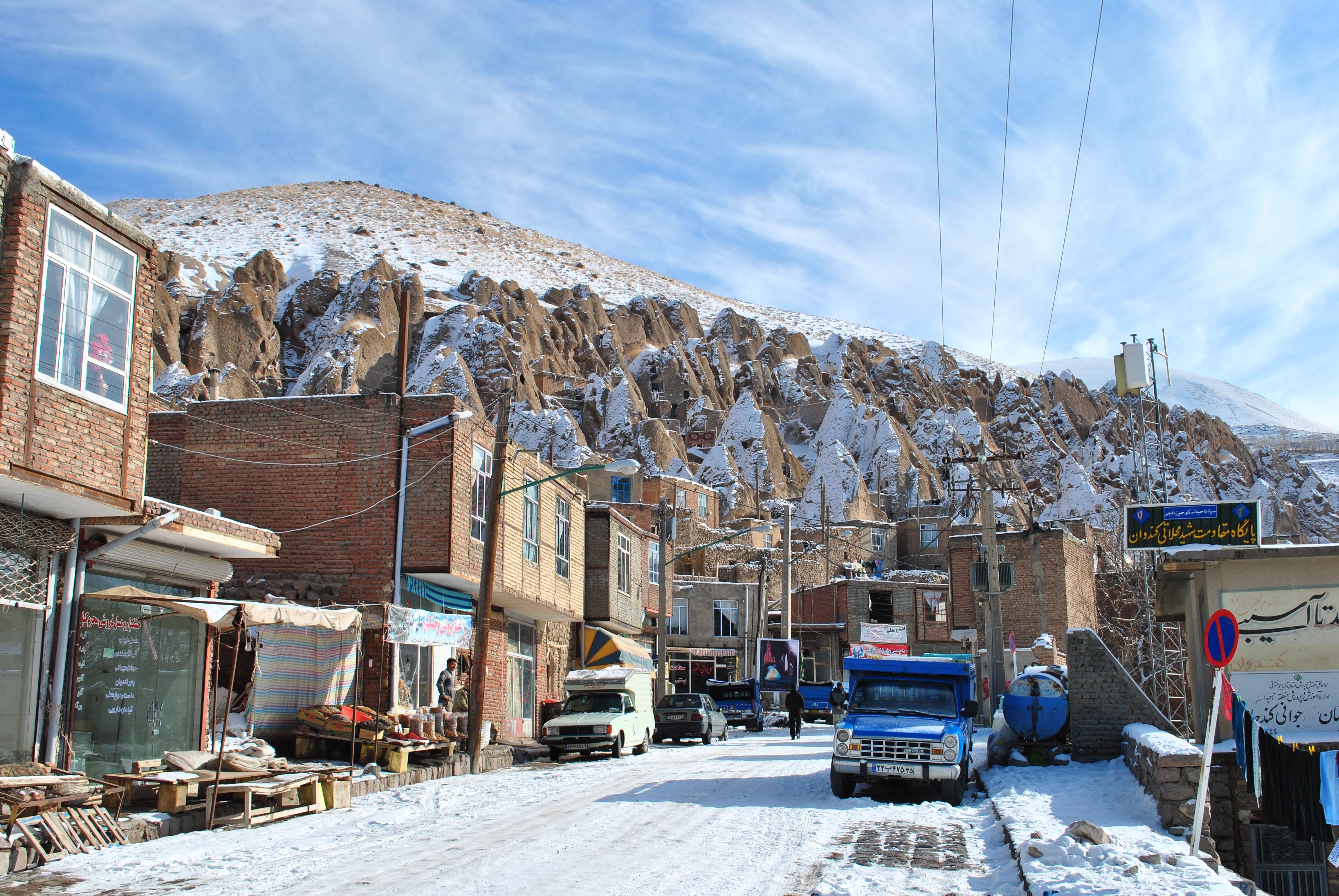
Vista panoramica del villaggio
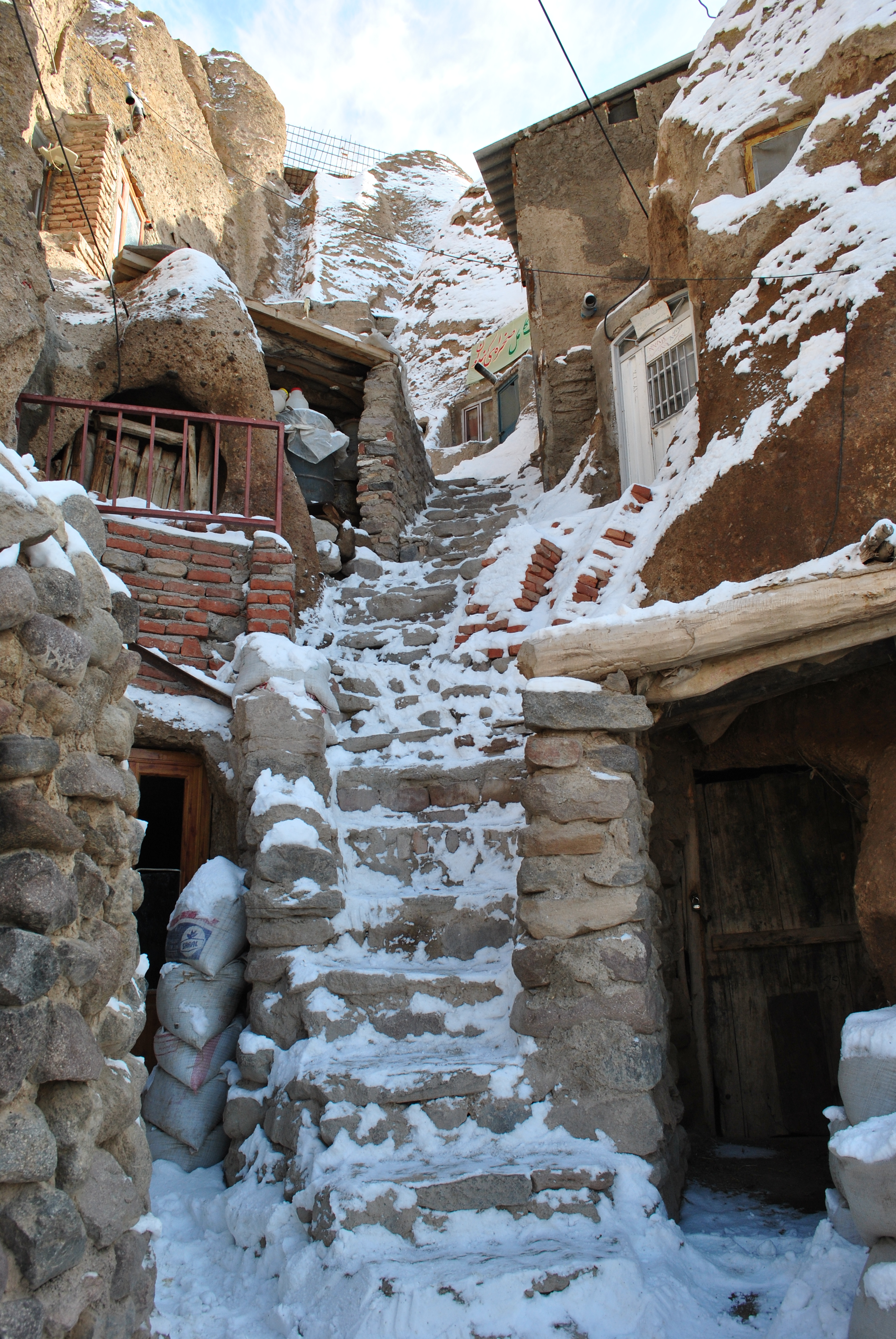
Particolare del villaggio
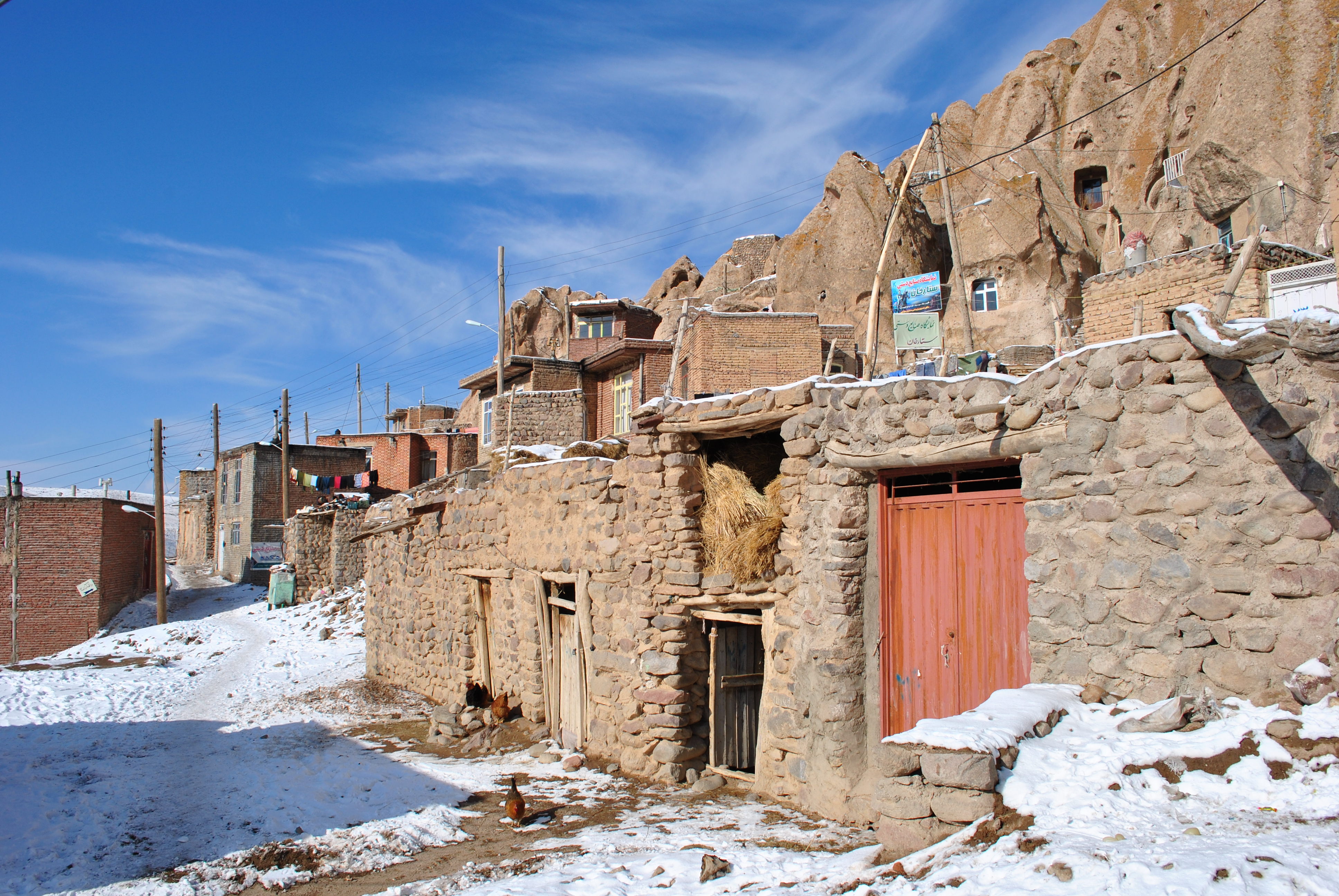
Particolare del villaggio
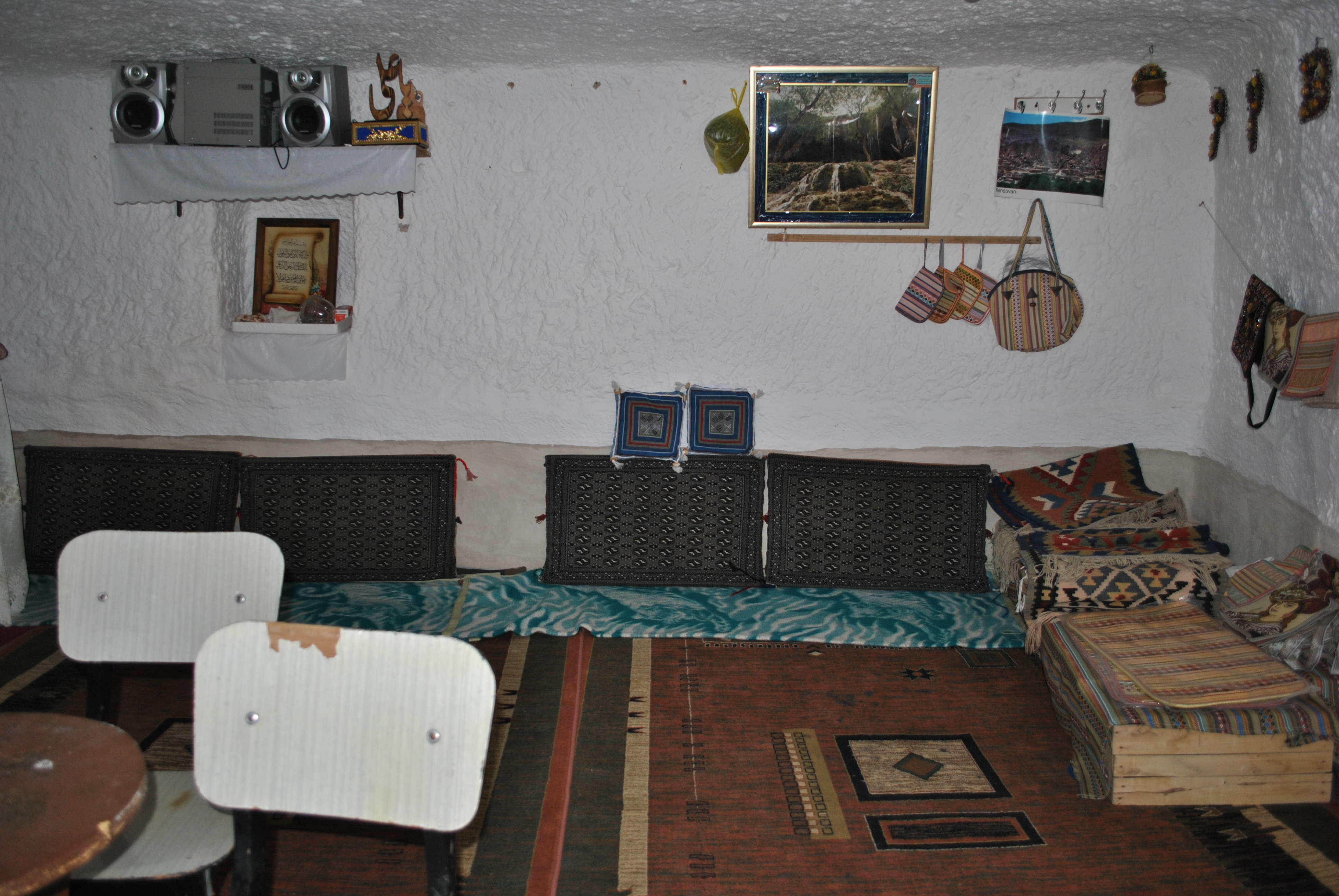
Casa tradizionale
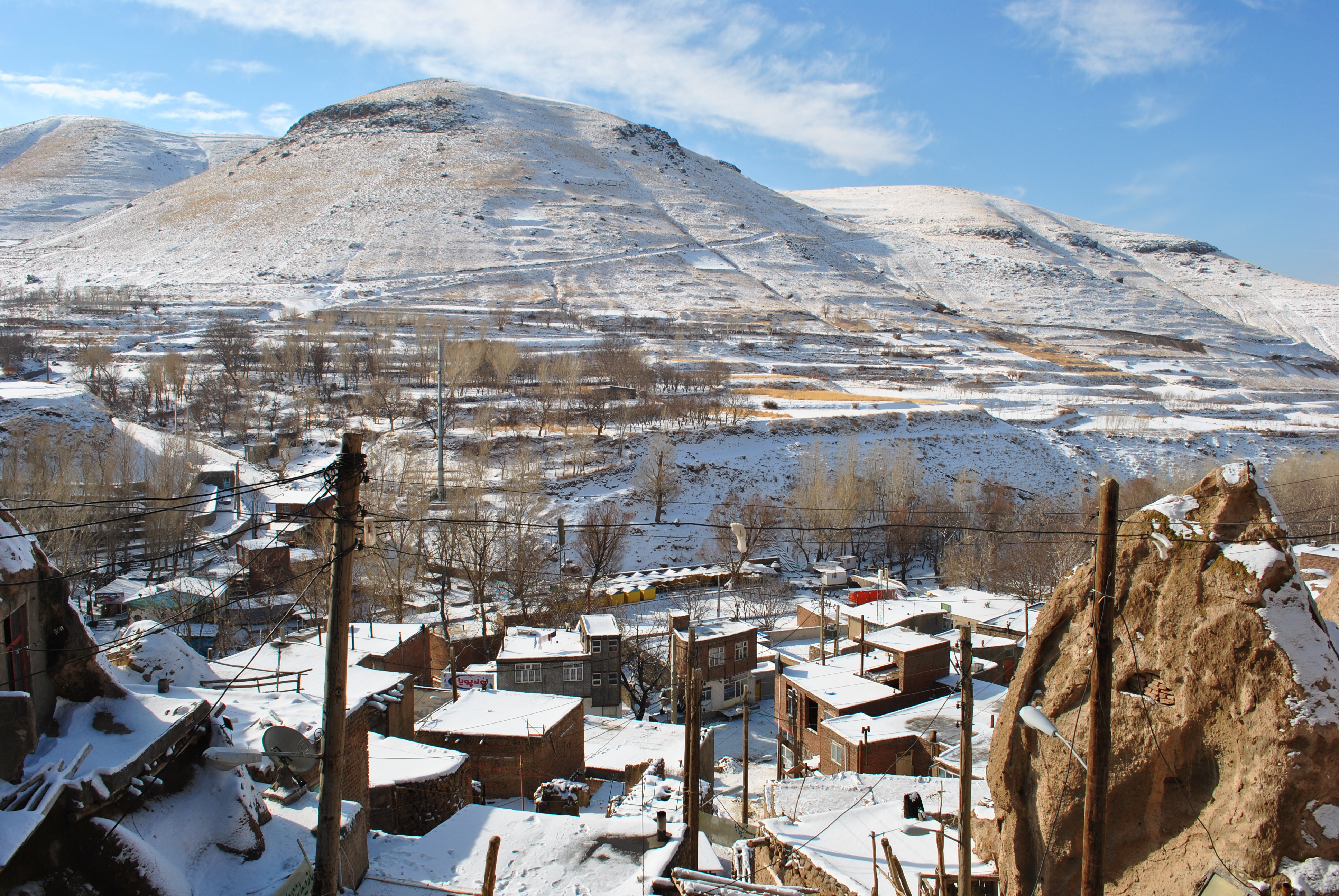
Vista panoramica del villaggio e dei dintorni
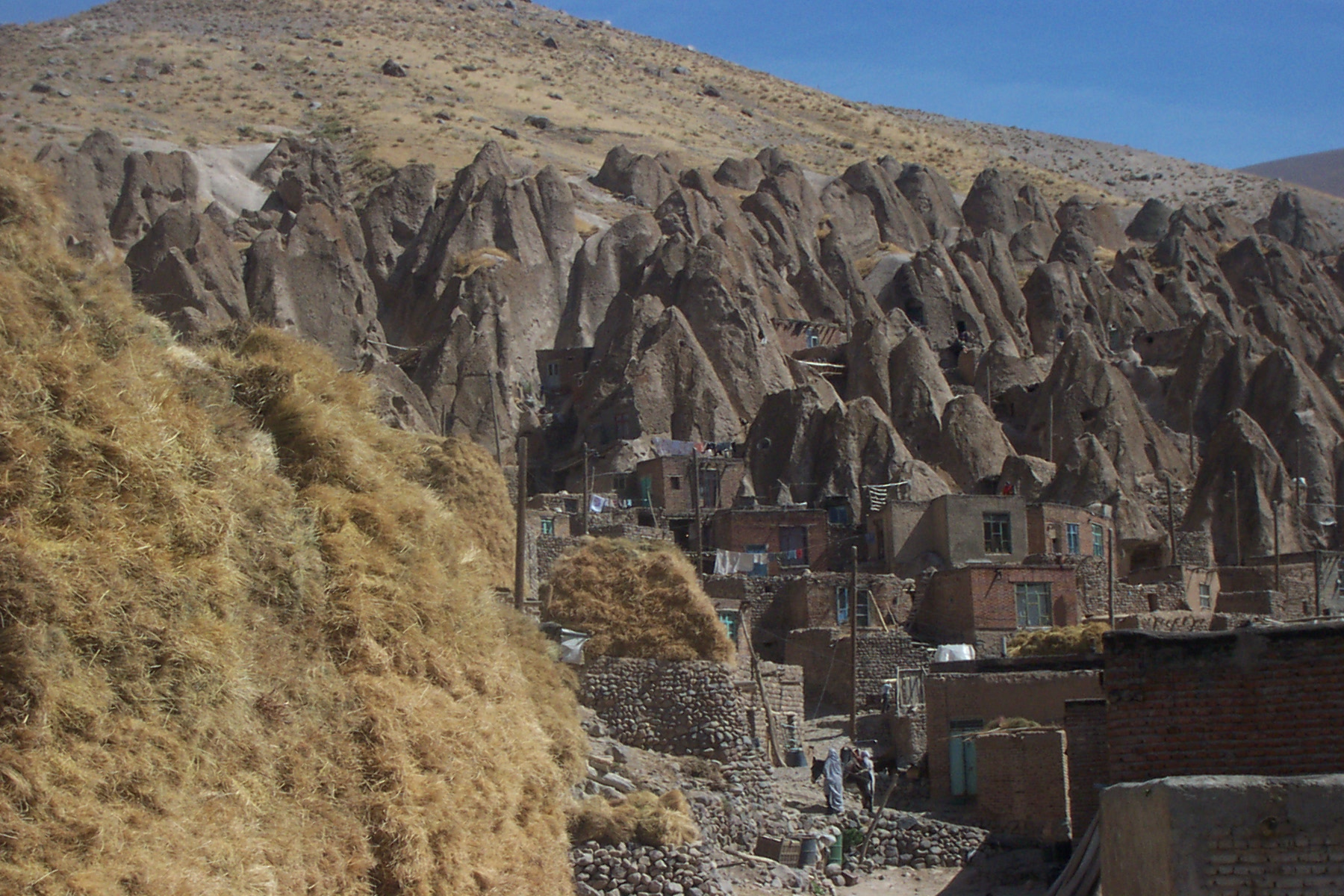
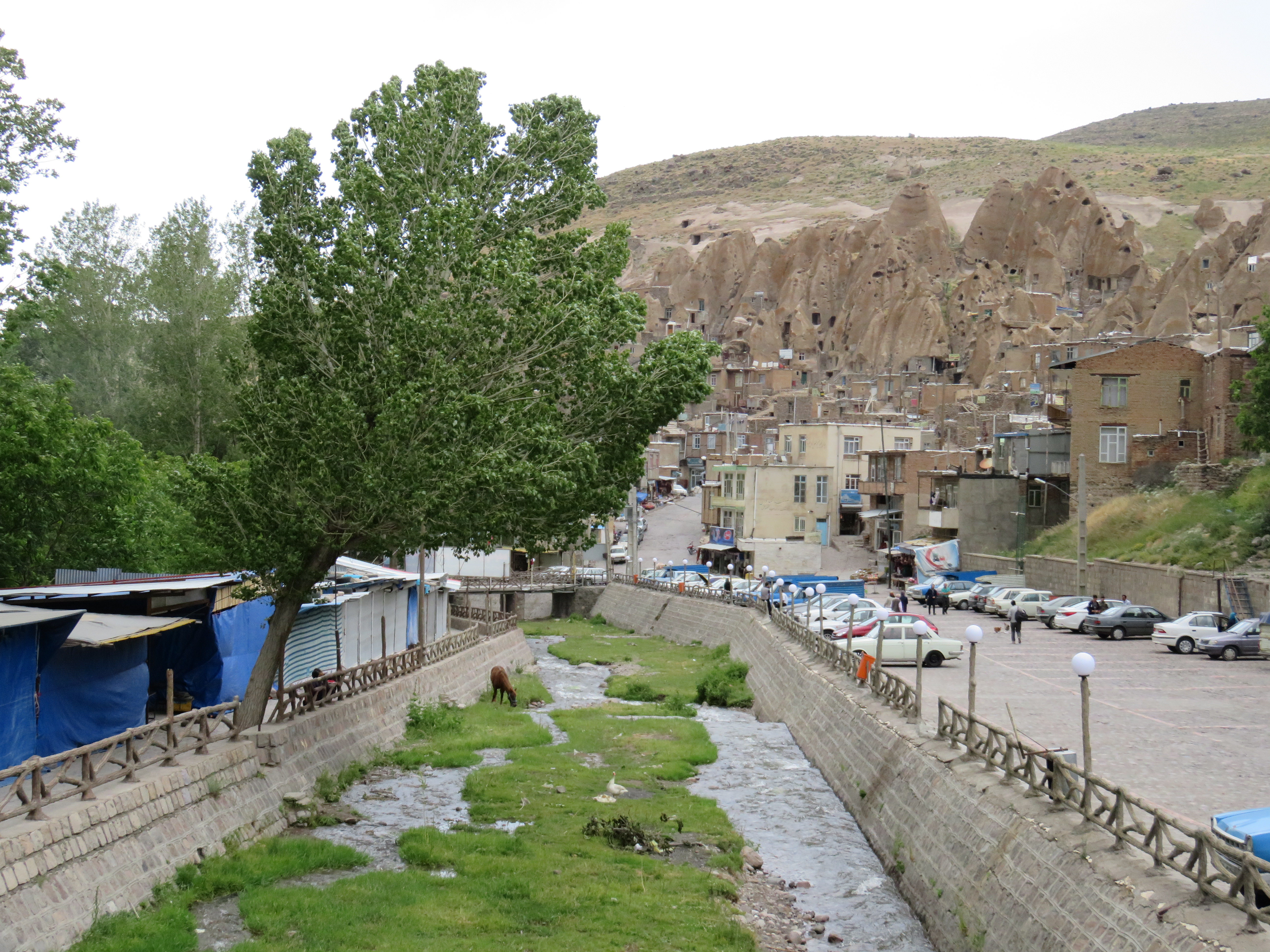
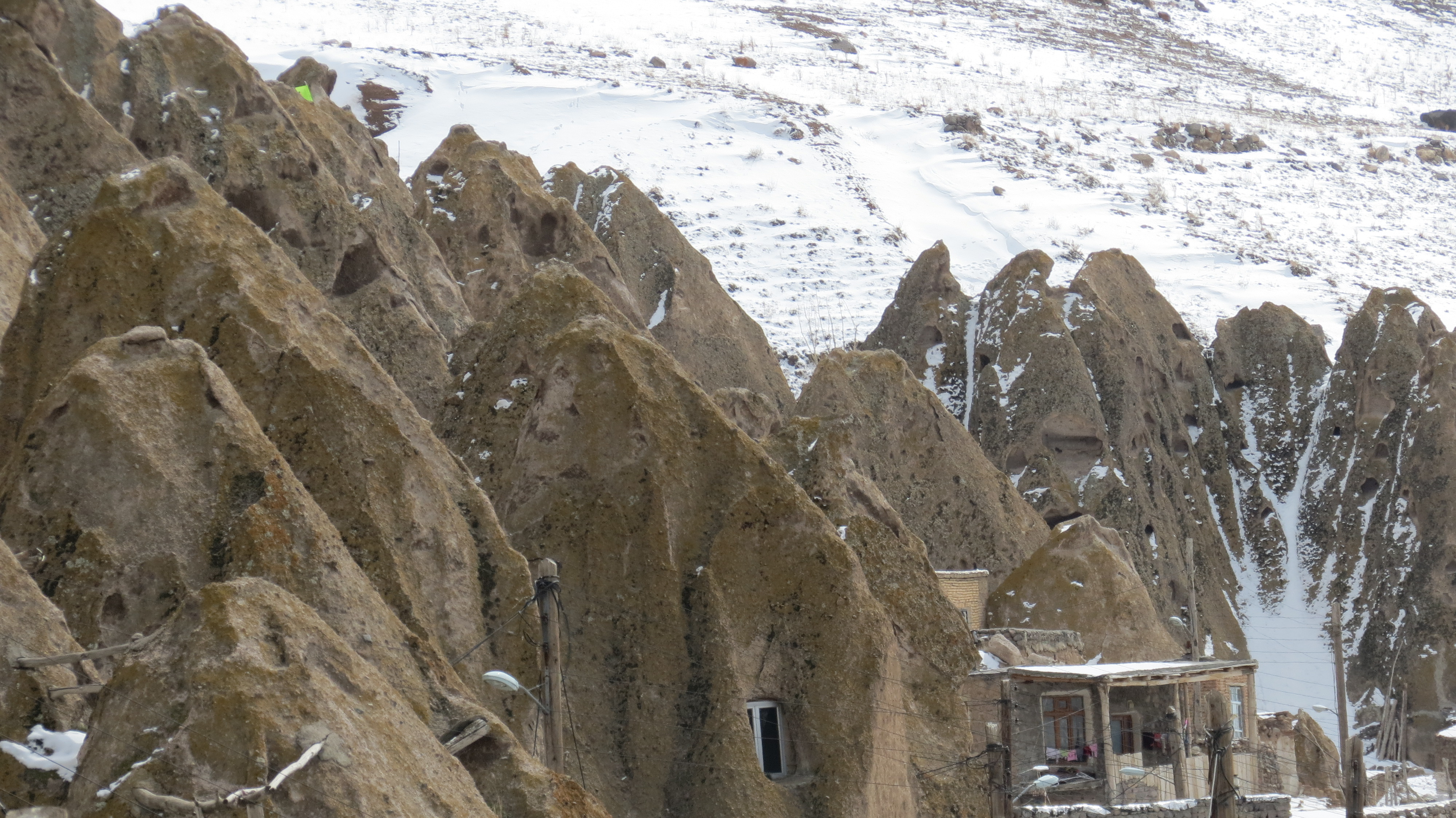
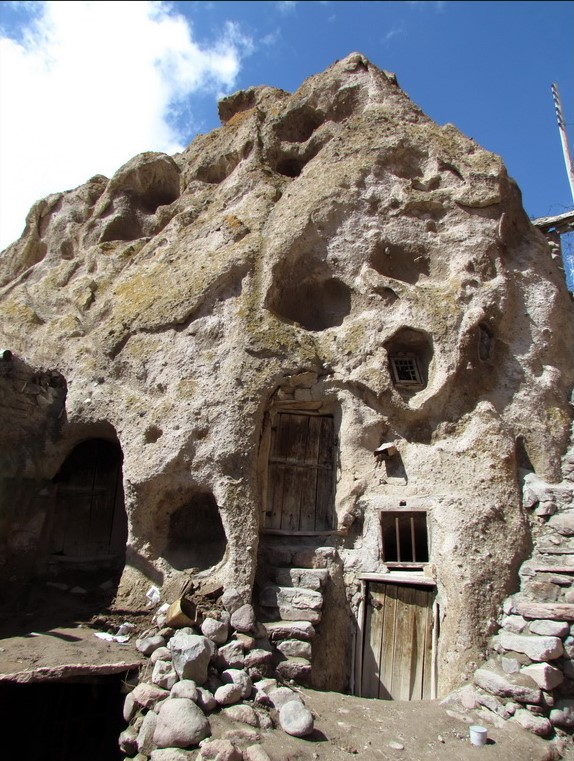
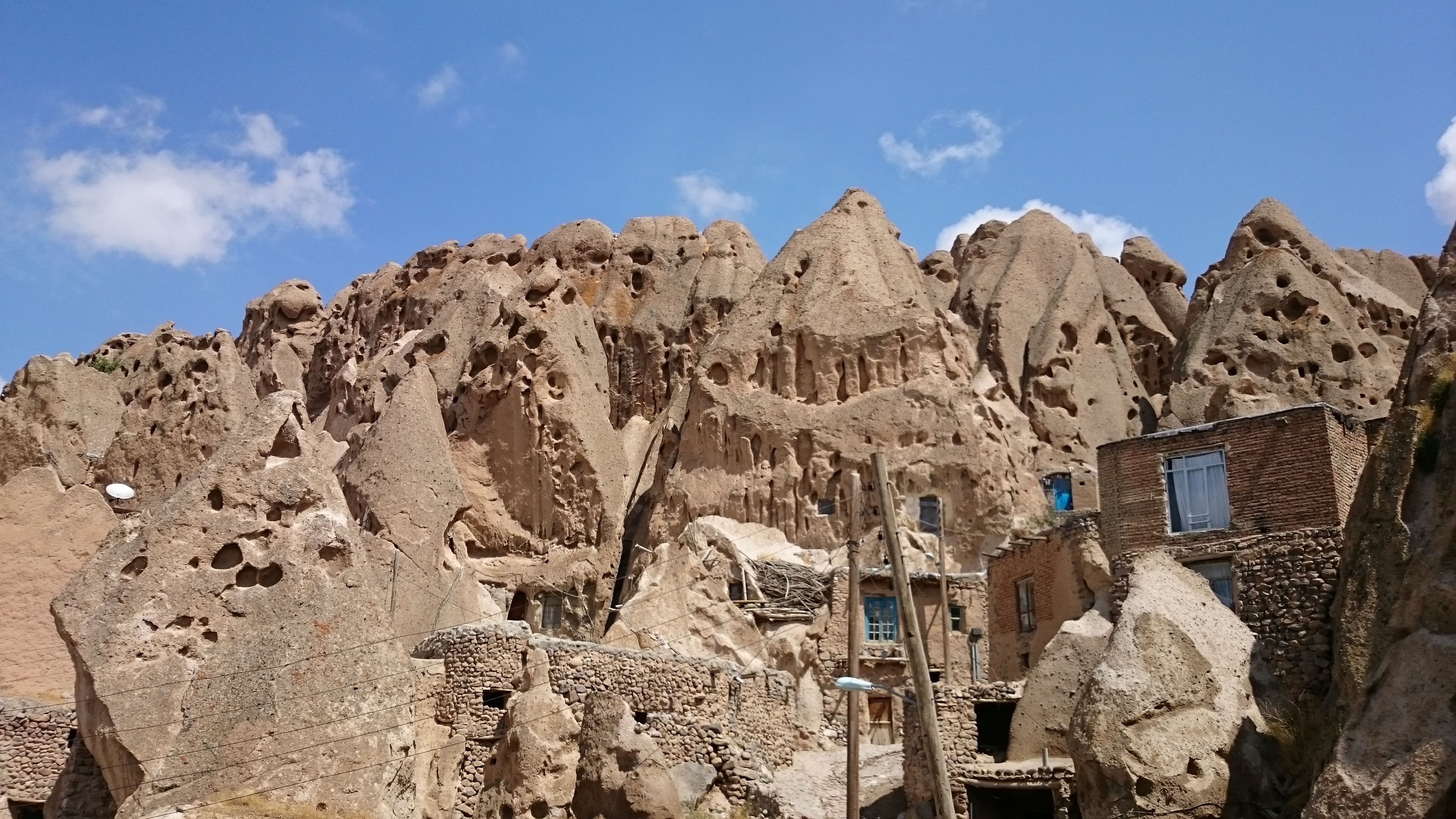
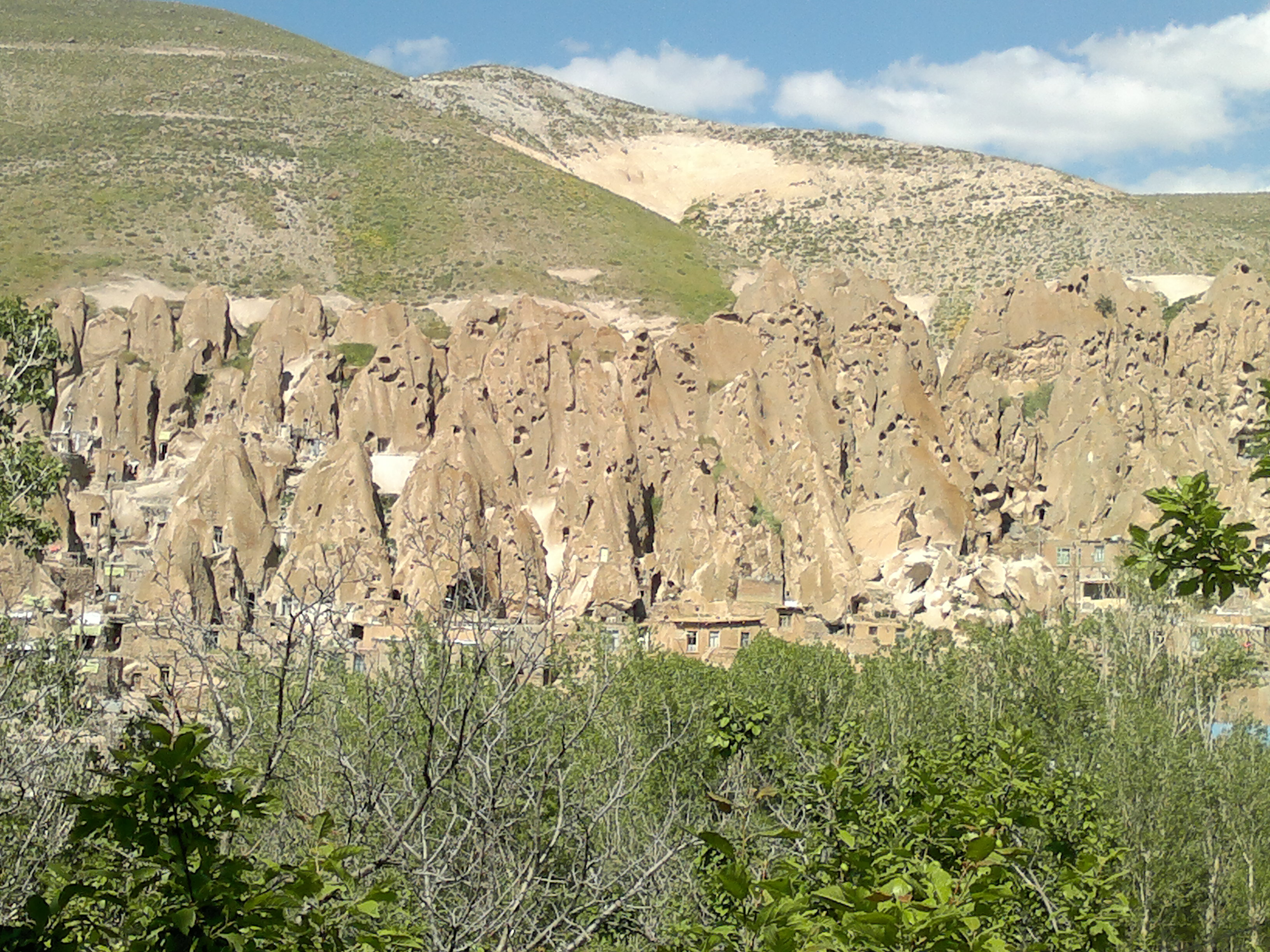